# Geamandură

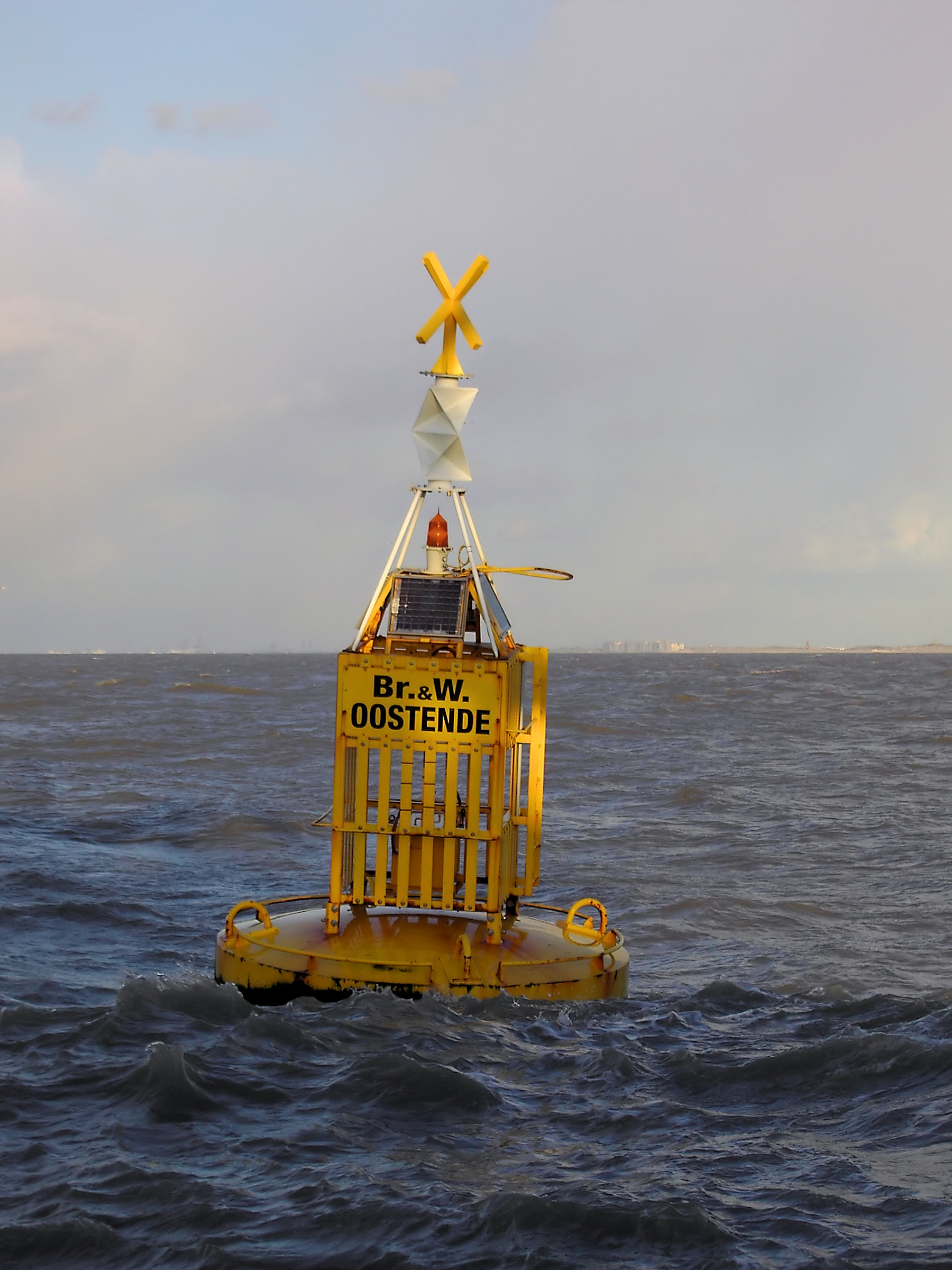
Geamandură ancorată în Marea Nordului

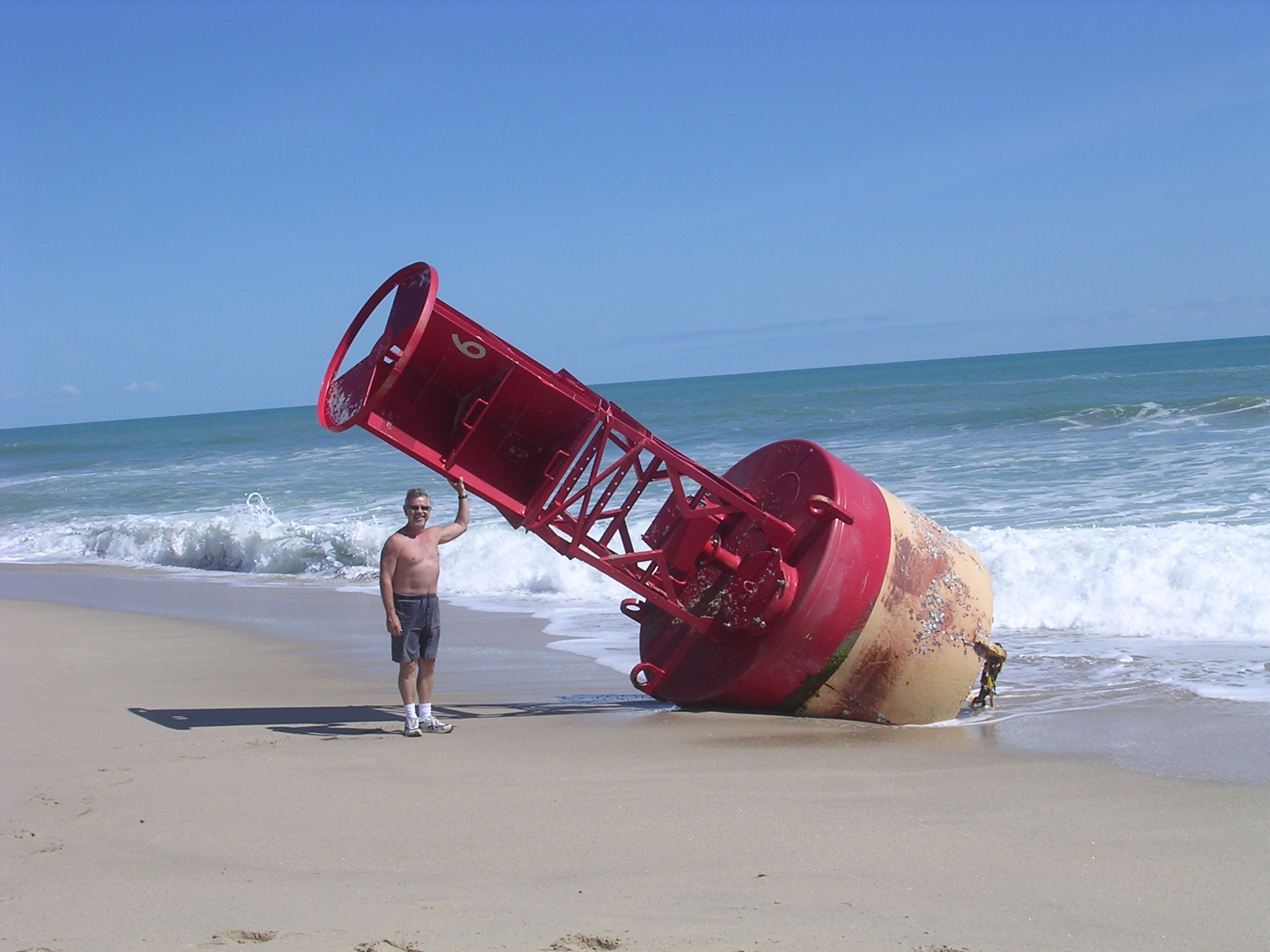
Geamandură smulsă din ancoră, adusă la ţărm de valuri

Geamandură se numește un corp plutitor, de construcție specială și piturat în anumite culori, care se ancorează pe mare în anumite locuri, având scopul să marcheze zone de navigație (limite de pasă și canal), legarea navelor, să avertizeze de la distanță pe navigatori, pe orice vreme, de existența în apropiere a unui pericol de navigație (poziția unei stânci sau epave). 
Unele geamanduri marchează limitele unei pase, ale unui drum recomandat de navigație sau ale unor poligoane speciale. Orice geamandură este instalată într-un punct precis determinat, reprezentat pe hărțile de navigație și indicat în documentele nautice. 
O geamandură este formată dintr-un flotor ermetic închis, lestat în partea inferioară, având deasupra o suprastructură cu platformă pentru dispozitivul de iluminare. Ancorarea ei se face cu o serie de lanțuri și cu o ancoră de corp mort, în majoritatea cazurilor un bloc de beton greu. Geamandurile se împart în două grupe: 
- geamanduri luminoase
- geamanduri neluminoase.

Fiecare din aceste grupe se subîmparte mai departe, în funcție de locul unde sunt ancorate, de rolul pe care-l îndeplinesc, de aparatura cu care sunt dotate (fluier, clopot de ceață, de ancorare, reflector activ sau pasiv de radiolocație etc). 
Un alt tip de geamandură este geamandura de ancoraj sau de radă. Legarea la geamandură (denumită și corp mort) se realizează în situația în care nava trebuie să-și păstreze o anumită poziție pe perioada staționării sau în situația în care nava operează la geamandură. Legarea se poate face la o singură geamandură (operarea tancurilor petroliere) în mare largă, o singură geamandură pe fluviu, două sau mai multe geamanduri în situația operării de mărfuri, așteptării, bunkerării sau efectuării de reparații, când spațiul nu permite girarea în jurul geamandurii.